# Francesco Salesio Della Volpe
Francesco Salesio Della Volpe, italijanski rimskokatoliški duhovnik in kardinal, * 24. december 1844, Ravenna, † 5. november 1916.

## Življenjepis
21. decembra 1867 je prejel duhovniško posvečenje.
Leta 1882 je postal tajnik Kongregacije za odpustke in relikvije. 31. decembra 1891 je bil imenovan za prefekta Apostolske pisarne.
18. junija 1899 je bil imenovan za kardinala in pectore.
15. aprila 1901 je bil povzdignjen v kardinala in imenovan za kardinal-diakona S. Maria in Aquiro.
Pozneje je postal:
- prefekt Vatikanskih tajnih arhivov (26. oktobra 1908),
- prefekt Indexa (26. januarja 1911) in
- camerlengo (25. maja 1914).